# 西安地铁15号线
西安地铁15号线是西安地铁的一条建设中的线路，一期工程全长19.5公里，设13座地下车站。线路西起细柳站，东止于东兆余站，设置细柳、府君庙、祝村西（换乘12号线）、祝村、郭杜西（换乘6号线）、郭杜、樱花广场、邮电大学（换乘7号线）、长安广场、航天城（换乘2号线）、东长安街（换乘4号线）和东兆余。
本线为西安地铁唯一一条位于单一市辖区内的线路。

## 历史
2020年9月29日，西安地铁15号线一期工程开工建设，预计2025年开通运营。
2024年6月6日，西安市民政局正式批准15号线车站站名。
2024年8月16日，西安地铁15号线一期工程全线“洞通”。

## 车站列表
所有车站都位于西安市长安区内。
| 站名     | 行政区 | 启用日期   | 接驳线路 | 站台类型     |
| -------- | ------ | ---------- | -------- | ------------ |
| 细柳     | 长安区 | 预计2025年 |          | 地下岛式站台 |
| 府君庙   | 长安区 | 预计2025年 |          | 地下岛式站台 |
| 祝村西   | 长安区 | 预计2025年 |          | 地下岛式站台 |
| 祝村     | 长安区 | 预计2025年 | 西安云巴 | 地下岛式站台 |
| 郭杜西   | 长安区 | 预计2025年 | 6号线    | 地下岛式站台 |
| 郭杜     | 长安区 | 预计2025年 |          | 地下岛式站台 |
| 樱花广场 | 长安区 | 预计2025年 |          | 地下岛式站台 |
| 邮电大学 | 长安区 | 预计2025年 |          | 地下岛式站台 |
| 长安广场 | 长安区 | 预计2025年 |          | 地下岛式站台 |
| 航天城   | 长安区 | 预计2025年 | 2号线    | 地下岛式站台 |
| 皇子坡   | 长安区 | 预计2025年 |          | 地下岛式站台 |
| 东长安街 | 长安区 | 预计2025年 | 4号线    | 地下岛式站台 |
| 东兆余   | 长安区 | 预计2025年 |          | 地下岛式站台 |